# Municipio de Norway (condado de Turner)
El municipio de Norway (en inglés: Norway Township) es un municipio ubicado en el condado de Turner en el estado estadounidense de Dakota del Sur. En el año 2010 tenía una población de 184 habitantes y una densidad poblacional de 1,99 personas por km².

## Geografía
El municipio de Norway se encuentra ubicado en las coordenadas 43°18′00″N 97°13′14″O / 43.30000, -97.22056. Según la Oficina del Censo de los Estados Unidos, el municipio tiene una superficie total de 92.64 km², de la cual 92,64 km² corresponden a tierra firme y (0 %) 0 km² es agua.

## Demografía
Según el censo de 2010, había 184 personas residiendo en el municipio de Norway. La densidad de población era de 1,99 hab./km². De los 184 habitantes, el municipio de Norway estaba compuesto por el 97,83 % blancos, el 1,09 % eran amerindios y el 1,09 % eran de una mezcla de razas. Del total de la población el 0 % eran hispanos o latinos de cualquier raza.